# Demokratisch Handeln

## Förderverein Demokratisch Handeln e. V.
Der Förderverein Demokratisch Handeln e. V. hat die Aufgabe, das von der Theodor-Heuss-Stiftung und der Akademie für Bildungsreform gegründete und getragene Projekt „Demokratisch Handeln. Ein Förderprogramm für Jugend und Schule“ zu unterstützen. Er will demokratische Erziehung und politische Bildung in Jugendarbeit und Schule fördern und neue Möglichkeiten hierfür erschließen.

## Bundeswettbewerb Demokratisch Handeln
Der Bundeswettbewerb Demokratisch Handeln ist ein bundesweiter Schülerwettbewerb. Seit 1989 wird er für alle allgemeinbildenden Schulen in Deutschland ausgeschrieben. Gesucht werden Beispiele, die für ein demokratisches Miteinander stehen. In der Schule und darüber hinaus sollen schulischen Gruppen angesprochen, insbesondere aber Schülerinnen und Schüler zum Mitmachen gewonnen werden. Bis jetzt sind bei dem Wettbewerb in bislang 28 Ausschreibungen rund 6500 Projekte eingereicht worden. Ideelle Partner des Wettbewerbs ist die Theodor-Heuss-Stiftung.

## Lernstatt Demokratie
Die Lernstatt Demokratie ist Höhepunkt der jährlichen Ausschreibung. Diese mehrtägige Veranstaltung findet im Frühsommer des auf die Ausschreibung folgenden Jahres statt. Die Teilnehmer der prämierten Projekte erleben eine inhaltsreiche Woche mit Workshops, Politikergesprächen und kulturellen Veranstaltungen. Wesentlich für die Lernstatt Demokratie ist auch der Austausch der Teilnehmer in der Projektausstellung. 2015 wird die Lernstatt Demokratie zum wiederholten Male in Jena zu Gast sein.

## Stiftung eines Förderpreises für Demokratie
Seit 2009 wird der Hildegard Hamm-Brücher-Förderpreis für Demokratie lernen und erfahren verliehen. Die ersten Preisträger waren Wolfgang Edelstein und Eva Madelung. 2010 wurde der Preis an Henning Scherf verliehen. Der Neuköllner Bezirksbürgermeister Heinz Buschkowsky erhielt 2011 den Förderpreis für sein bildungs- und integrationspolitisches Engagement. Die Preisverleihung findet jeweils im Juni statt und zwar während der Tagung Lernstatt Demokratie. Auf diese Weise will Hildegard Hamm-Brücher das Engagement alter und junger Menschen für Bildung und Demokratie würdigen.

### Bisherige Preisträger
| Jahr | Preisträger |
| 2009 | * Eva Madelung * Wolfgang Edelstein * Projekt “Respekt XXL” der Mittelschule Kitzscher * Projekt “Bunte Schule, bunte Stadt” des IGS Regine-Hildebrand |
| 2010 | * Henning Scherf * Projekt “Friends play together” der Hans-Klakow-Oberschule * Projekt “20 Jahre Friedliche Revolution” des Johann-Gottfried-Seume-Gymnasiums |
| 2011 | * Heinz Buschkowsky * Projekt “Interkulturelle Lernen- damit Bildung gelingt” der Theodor-Heuss-Schule Offenbach * Projekt “Auf Augenhöhe” der Berufsschule 1 |
| 2013 | * Projekt “Heroes – gegen Unterdrückung im Namen der Ehre” des Vereins Strohhalm e. V. * Projekt “Die war nicht so!” der Beruflichen Schule H20 Bramfelder See der Höhere Handelsschule Hamburg * Projekt “Wer ist Deutscher? Einbürgerung mit Doppelpass!” der Gesamtschule Ost Bremen |
| 2014 | * Antje Vollmer * Projekt “Macht die Turnhalle für die Flüchtlinge aus der St. Paulikirche auf!” der Stadtteilschule am Hafen * Projekt “Leipzig – Leben in der DDR und friedliche Revolution” der Johanne-Nathusius-Schule                                                             |
| 2015 | * Heribert Prantl * Barbara John * Projekt “Das Paneuropäische Picknick – Der Durchbruch in die Freiheit” des Gymnasiums St. Augustin in Grimma |
| 2016 | * Henriette Reker * Projekt “Karlinchen-Projekt des LHG mit der Waldgrundschule” des Louise-Henriette-Gymnasiums in Oranienburg * Projekt “Weltoffen und bunt” der Städtischen Realschule in Waltrop                                                                                    |
| 2017 | * Esther Bejarano * Projekt “Auf der Suche nach dem Leben – Kinder in Auschwitz” * Projekt “Stadthistorischer Bildungstag” |
| 2018 | * Heinrich Bedford-Strohm * Projekt “Kein deutscher Land” des Helmut-Schmidt-Gymnasiums in Wilhelmsburg * Projekt: „Wir schaffen das!“ der Politik-, Engagement- und Bildungsstiftung                                                                                                   |
| 2019 | * Volkhard Knigge * Projekt: „Common History and Common Future in Europe“ * Projekt: Gedenk‐ und Bildungsstätte Pferdestall der Geschichts‐AG des Ernst‐Moritz‐Arndt-Gymnasiums in Remscheid                                                                                            |
| 2020 | * Claudia Roth |
| 2021 | * Esra Karakaya * Projekt: Jüdisches Leben in der Gemeinde Nohfelden der saarländischen Gemeinschaftsschule Nohfelden-Türkismühle * Projekt: Hörpost der Heinrich-Kielhorn-Schule Hameln * Projekt: MUNOG Videoprojekt des Goldberg-Gymnasiums Sindelfingen                             |
| 2022 | * Jennifer Sieglar und Tim Schreder |

## Thüringen 19_19
Die demokratischen Erfahrungsräume 1919 – 1949 – 1989 bilden den konzeptionellen Rahmen für das Vorhaben „Thüringen 19_19“. Bis 2019 sollen im Thüringer Bildungswesen – Kindertagesstätten, Schulen, außerschulische Einrichtungen – 19 besondere Lernorte der Demokratie- und Menschenrechtsbildung dauerhaft etabliert werden.

## Finanzierung
Finanziert wird das Förderprogramm Demokratisch Handeln von Stiftungen, Sponsoren und freien Spenden. Die Ausschreibung des Wettbewerbs wird aus Mitteln des BMBF gefördert. Ein Projekt zur regionalen Beratung, zur Fortbildung von Lehrenden und Schülerschaft, zur Projektbegleitung von Schulen vor Ort und zur Basisfinanzierung der bundesweiten Abschlussveranstaltung Lernstatt Demokratie wird von einer Gruppe von Landeskultusministerien unter Federführung des Thüringer Kultusministeriums finanziell unterstützt.